# Alope spinifrons
Espèce
Synonymes
- Alope palpalis White, 1847[1]
- Hippolyte spinifrons Milne-Edwards, 1837[1]
- Merhippolyte spinifrons (Milne-Edwards, 1837)[2]

Alope spinifrons est une espèce de crevettes marines de la famille des Hippolytidae.

## Habitat et répartition
Cette crevette se rencontre au large de la Nouvelle-Zélande.